# Waldemar von Roon
Albrecht Johannes Waldemar Graf von Roon (* 4. Juli 1837 in Berlin; † 27. März 1919 in Schloss Krobnitz) war ein preußischer Generalleutnant und Politiker.

## Leben
Waldemar war ein Sohn von Albrecht Graf von Roon. Nach dem Besuch der Gymnasien in Berlin und Bonn absolvierte er die Kadettenanstalten in Wahlstatt und Berlin. Anschließend trat Roon am 1. Mai 1855 als Sekondeleutnant in das 1. Garde-Regiment zu Fuß ein. Von 1859 bis 1862 besuchte er die Kriegsakademie in Berlin. Mitte Dezember 1863 kommandierte man ihn als Generalstabsoffizier zum Oberkommando der verbündeten Armee in Schleswig. Roon nahm während des Krieges gegen Dänemark an den Gefechten bei Fredericia und Rackebüll teil, wurde beim Sturm auf die Düppeler Schanzen leicht verwundet und machte den Übergang nach Alsen mit. Für sein Wirken wurde er am 22. April 1864 mit dem Roten Adlerorden IV. Klasse mit Schwertern ausgezeichnet. Mit der Beförderung zum Hauptmann erfolgte am 16. August 1864 seine Versetzung in den Großen Generalstab. 1866 war Roon anlässlich des Krieges gegen Österreich beim Generalstab des II. Armee-Korps. In dieser Stellung nahm er an den Schlachten bei Gitschin und Königgrätz teil. Nach kurzzeitigen Truppendienst wurde Roon 1869 Major im Großen Generalstab und im April 1870 zur Dienstleistung beim Generalstab des Gardekorps kommandiert. Mit Beginn des Krieges gegen Frankreich versetzte man ihn in den Generalstab des Gardekorps. Roon nahm an den Kämpfen bei Gravelotte, Beaumont, Sedan und Le Bourget sowie der Belagerung von Paris teil und erhielt beide Klassen des Eisernen Kreuzes.
Er wurde 1877 zum Kommandeur des Kaiser Franz Garde-Grenadier-Regiments Nr. 2 mit Sitz in Stettin ernannt. Im Jahr 1883 wurde er zum Generalmajor und zum Kommandeur der 4. Garde-Infanterie-Brigade ernannt. Ab 1886 war er Inspektor der I. Landwehr-Inspektion und wurde am 3. Juli 1888 mit dem Charakter eines Generalleutnants zum Kommandanten von Posen ernannt. Unter Verleihung des Sterns zum Roten Adlerorden wurde Roon am 19. September 1888 mit der gesetzlichen Pension zur Disposition gestellt.
Roon war Besitzer des Majorats und Schloss Krobnitz. Er gehörte von 1893 bis 1903 als Mitglied der Deutschkonservativen Partei dem Reichstag an. Zeitweise war er Militärreferent der Budgetkommission des Reichstages. Ab 1904 war er Mitglied des Preußischen Herrenhauses.
Roon verfasste eine Biographie seines Vaters Denkwürdigkeiten aus dem Leben des Generalfeldmarschalls Grafen von Roon und war auch Herausgeber von dessen Reden.

## Familie
Am 21. Oktober 1864 heiratete Waldemar von Roon in Kardemin die sieben Jahre jüngere Magdalene Cordelia Henriette Jenny von Blanckenburg (* 5. August 1845 in Kardemin bei Greifenberg, † 21. November 1915 in Görlitz). Sie war eine Tochter des Politikers Moritz Karl Henning von Blanckenburg-Zimmerhausen (1815–1888). Das Ehepaar hatte zwei Töchter und acht Söhne. Der älteste Sohn und Erbe Albrecht starb früh 1916. So bekam Enkelsohn Hans Albrecht (1907–1938) Krobnitz und Dobschütz überschrieben, unter Vormundschaft, unter anderem seiner Mutter Carola, geborene Freiin von Seckendorff, bekannt geworden als Dichterin. Die Landwirtschaft beider Güter wurde daher verpachtet.